# شهیدان (بیرک)
شهیدان، روستایی در دهستان بیرک بخش بیرک شهرستان مهرستان در استان سیستان و بلوچستان ایران است.

## جمعیت
بر پایه سرشماری عمومی نفوس و مسکن در سال ۱۳۹۵، جمعیت این روستا برابر با ۴۰ نفر (۸ خانوار) بوده‌است.